# سان هيلير كوتيس
سان هيلير كوتيس (بالفرنسية: Saint-Hilaire-Cottes)‏ هي بلدية تقع في إقليم باد كاليه من منطقة نور با دو كاليه في شمال فرنسا. تبلغ مساحة هذه المدينة 7.24 (كم²)، وترتفع عن سطح البحر 65 م، يبلغ عدد سكانها 808 نسمة حسب إحصاء المعهد الوطني للإحصاء والدراسات الاقتصادية سنة 2009 م. وترأس Philippe Cauwet البلدية خلال فترة (2008-2014).